# قبر دختر
مقبره دختر (به عربی: قبر البنت) یک بنای یادبود واقع در باب سنجار در موصل، عراق است. شایع بود مدفن یک زن عارف بوده اما در حقیقت، قبر مورخ مسلمان ابن الاثیر است که در وسط جاده قرار دارد. این بنا در سال ۲۰۱۴ توسط داعش با بولدوزر تخریب شد.

## تاریخچه
ابن الاثیر در سال ۱۲۳۲ درگذشت و در قبرستان قدیب البن الموسیلی به خاک سپرده شد. در اوایل قرن بیستم، ناحیه باب سنجار دستخوش نوسازی شد، بنابراین جاده‌هایی برای وسایل نقلیه ساخته شد و این نیاز به پاکسازی قبرستان داشت. دولت که حاضر به تخریب قبر یکی از علمای محترم نبود، در عوض قبر را گچ کاری کرد و بنای یادبود گنبدی کوچکی بر روی آن ساخت.

## افسانه دختر
این بنای تاریخی نام خود را به دلیل یک افسانه اشتباه گرفته شده است که از یک نویسنده بریتانیایی که در سال ۱۹۲۲ از موصل بازدید کرده بود، سرچشمه می‌گیرد. او مدعی شد که مقبره به زنی قدیس تقدیم شده است که بر اثر دل شکسته درگذشت و این افسانه در اخبار و رسانه‌های آن زمان منتشر شد و در سراسر جهان منتشر شد. با یکی از امیر موصل ازدواج کرد، اما بر اثر مسمومیت درگذشت، که باعث ناراحتی شدید امیر شد، بنابراین او بنای یادبود را به عنوان یادبود ساخت. دولت که از رواج افسانه دروغین آگاه بود، سنگ مرمری بر روی بنا نصب کرد تا نشان دهد که قبر متعلق به ابن الاثیر است. این سنگ همچنین برخی از آثار ابن الاثیر مانند الکامل فی التاریخ را فهرست کرده است.